# Malta (Montana)
 For alternative betydninger, se Malta (flertydig). (Se også artikler, som begynder med Malta)
Malta er en amerikansk by og administrativt centrum for det amerikanske county Phillips County i staten Montana. I 2000 havde byen et indbyggertal på 2.120.
48°21′15″N 107°52′15″V / 48.3542°N 107.8708°V